# Амир Спахич
Амир Спахич (босн. Amir Spahić, нар. 13 вересня 1983, Сараєво) — боснійський футболіст, що грав на позиції захисника.

## Життєпис
Спахич розпочав займатися футболом у молодіжній команді віденської «Аустрії», а в 2003 році приєднався до другої команди «Армінії» (Білефельд). У сезоні 2003/04 років захищав кольори австрійського клубу «Айзенштадт». Наступний сезон розпочав у складі «Слободи» (Тузла), а потім півтора сезони захищав кольори сараєвського «Желєзнічара». У грудні 2007 року приєднався до першолігового московського «Торпедо». У складі москвичів дебютував 27 березня 2008 року в програному (0:1) виїзному поєдинку 1-го туру проти новотроїцької «Ности». Амир вийшов у стартовому складі та відіграв увесь матч. 14 червня 2008 року відзначився дебютним голом за московський клуб у нічийному (2:2) поєдинку проти «Аланії». Останній матч у футболці «Торпедо» провів 29 липня 2008 року. У цьому поєдинку москвичі зіграли в нічию (1:1) з «Сибіром» (Новосибірськ), а Спахич відзначився голом у ворота команди-суперниці. У складі російського клубу зіграв у 20-ти матчах чемпіонату, в яких відзначився 3-ма голами.
10 липня 2009 року перейшов до клубу Екстракляси «Шльонськ». Дебютував у складі команди 1 вересня 2009 року в переможному (2:0) домашньому поєдинку проти «Краковії». Дебютним голом у футболці вроцлавської команди відзначився 21 листопада 2009 року в переможному (4:0) поєдинку проти «Одри». У сезоні 2010/11 років разом зі «Шльонськом» став срібним призером польського чемпіонату, а вже наступного сезону й переможцем місцевого чемпіонату. У листопаді 2013 року за згодою сторін контракт було розірвано, й Амир отримав статус вільного агента.
Не має жодного зв'язку з Еміром Спахичем та Аленом Спахичем.

## Досягнення
- Екстракляса
  -  Чемпіон (1): 2012